# Op hoop van zegen (1918)
Op hoop van zegen is een Nederlandse stomme film uit 1918 in zwart-wit. Het is een verfilming van het toneelstuk Op hoop van zegen uit 1900 van Herman Heijermans.
Deze eerste verfilming, was het grootste succes van distributeur Hollandia, daarom werd de film in 1924 opnieuw gemaakt maar dan voor de Duitse markt. Er bestaat nog maar een 8 minuten durende versie van de film. Esther de Boer-van Rijk had op toneel de rol van Kniertje al z'n 500 maal gespeeld en mocht dit op het witte doek herhalen.

## Verhaal
De weduwe Kniertje stuurt haar twee overige zonen Geert en Barend opnieuw naar zee. Dit tegen beter weten in, want ze verloor al eerder haar man en twee zoons aan de zee. Als het schip de hoop in een storm zinkt en de mannen niet meer teruggekomen zijn, kan Kniertje alleen nog maar troost vinden bij Geerts vriendin Jo.

## Rolverdeling
| Acteur                  | Personage |
| ----------------------- | --------- |
| Esther de Boer-van Rijk | Kniertje  |
| Annie Bos               | Jo        |
| Willem van der Veer     | Geert     |
| Frits Bouwmeester jr.   | Barend    |
| Jan van Dommelen        | Reder Bos |